# Otto Tachenius

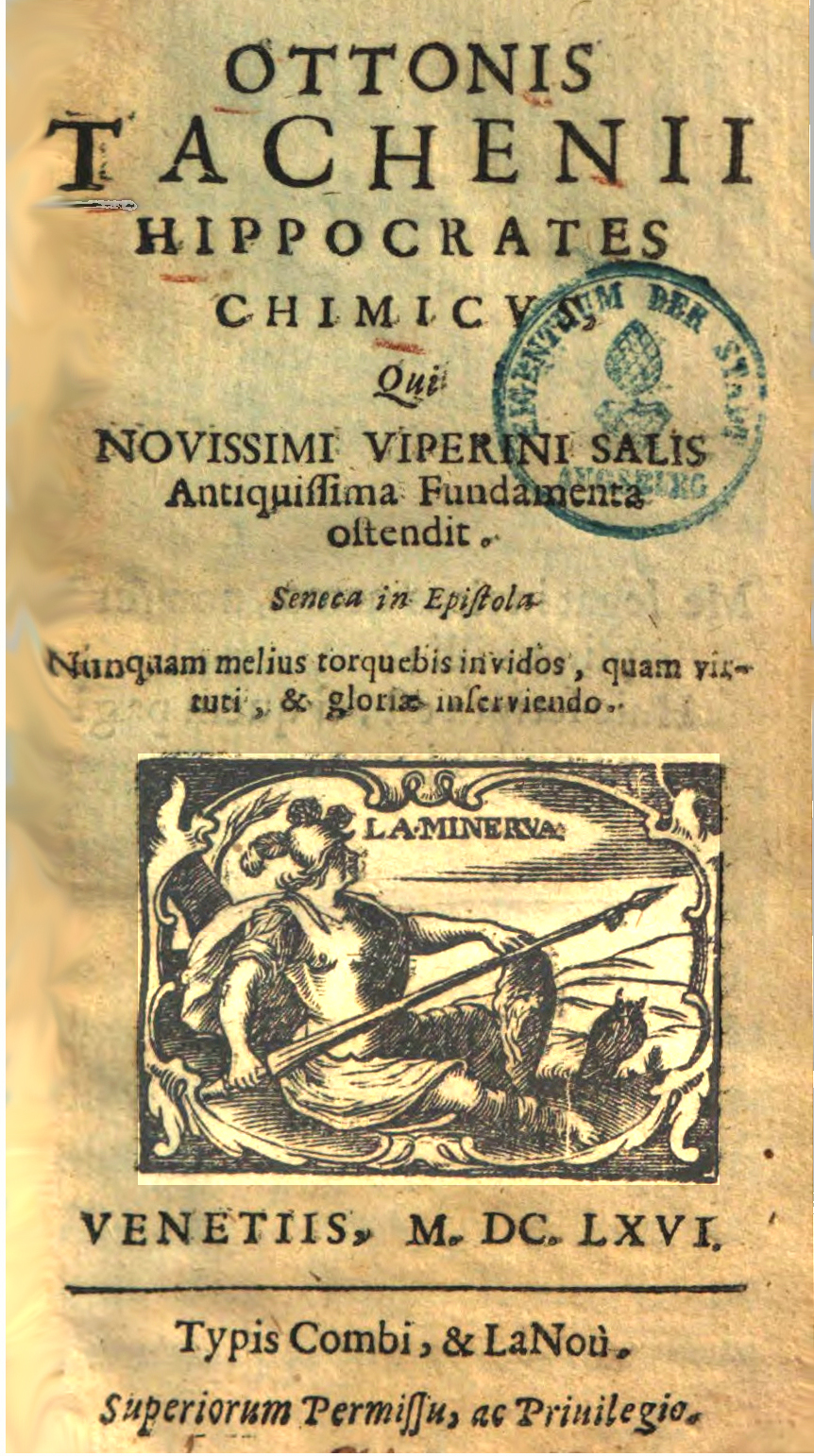

Otto Tachenius (* 1610 a Herford també Otto Tacke; † 1680 a Venècia) va ser un metge, farmacèutic i alquimista alemany.
A la Universitat de Pàdua va rebre el doctorat en medicina.
Va descobrir la sílice i el contingut d'àcid en els olis i greixos
En 1666 va publicar el seu llibre més famós  Hipòcrates Chimicus . Va anar més enllà del seu mestre Franciscus Sylvius i estava segur que en tots els àcids i bases eren elproducte de processos químics.

## Obres
- Ottonis Tachenii Hipòcrates chimicus: per ignem et aquam methodo sentit a l'altra novissimi salis viperini antiquíssima fonamenta aquest antres . - lutetiae Parisiorum: d'Horvy, 1669. edició digitalitzada 
  - Editio secunda. - Combi & La Nouij, Venetiis 1678 sortida digitalitzada de Biblioteca de la Universitat de Düsseldorf
- Ottonis Tachenii antiquissimae hippocraticae medicinae Clavis: Manuali experientia en naturae fontibus elaborata, qua per ignem et aquam inaudita methodo occulta naturae et Artis, compendiosa operandi ratione manifesta fiunt, et dilucidi aperiuntur . - Neapoli: Perati, 1697. Edició digitalitzada